# Third round
Third round is het derde studioalbum van Manu Katché en zijn ensemble voor ECM Records. Katché, die in het verleden menig rockalbum opluisterde met zijn percussie, speelde op dit album intieme jazzmuziek. Het album is opgenomen in Studios La Buissonne in Pernes-les-Fontaines, een studio die ECM Records vaker gebruikte voor de opnamen. Op het album speelt Pino Palladino mee, een bij liefhebbers van popmuziek bekende bassist. Het album leek qua ingetogenheid zodanig op haar voorgangers, dat de critici weleens weer wat “muzikaal vuurwerk” wilden horen.

## Musici
- Manu Katché – drums
- Tore Brunborg – sopraansaxofoon, tenorsaxofoon
- Jason Rebello – piano, toetsinstrumenten (Fender Rhodes)
- Pino Palladino –basgitaar
- Jacob Young – gitaar (tracks 2, 6, 10 en 11)
- Kami Lyle – zang (9) en trompet (9 en 10)

## Muziek
Alle van Katché, tenzij aangegeven:

| Nr. | Titel                        | Duur |
| --- | ---------------------------- | ---- |
| 1.  | Swing piece                  | 4:54 |
| 2.  | Keep on trippin’             | 5:34 |
| 3.  | Senses                       | 4:13 |
| 4.  | Being Ben                    | 4:22 |
| 5.  | Une larme dans ton sourire   | 2:26 |
| 6.  | Springtime dancing           | 4:10 |
| 7.  | Out take number 9            | 2:08 |
| 8.  | Shine and blue               | 4:53 |
| 9.  | Stay with you (Katché, Lyle) | 4:30 |
| 10. | Flower skin                  | 4:23 |
| 11. | Urban shadow                 | 2:58 |